# Exetastes purpureus
Exetastes purpureus là một loài tò vò trong họ Ichneumonidae.